# Елізабет Гелловелл Сондерс
Елізабет Мур Гелловелл Сондерс (21 лютого 1861—1910) — американська ботанічна ілюстраторка, а також авторка та фотограф. Її найвідомішими роботами вважаються ілюстрації та фото, які вона створила для книг, для себе та свого чоловіка. Колекція її фотографій зберігається в бібліотеці Хантінгтона .
Елізабет Мур народилася 2 лютого 1861 року в родині Енн Різ і Калеба С. Хеллоуелла в Александрії, штат Вірджинія . У 1888 році Сондерс вивчала мистецтво у школі Говарда Пайла у Філадельфії . Того ж року Елізабет створила клуб для прогулянок зі своїм майбутнім чоловіком Чарльзом Френсісом Сондерсом та Генрі Тротом . Жінка була затятим натуралістом і отримала прізвисько «Ботанік» від Френсіса та Гентрі. Разом вони відвідали різні готелі у Філадельфії, кульмінацією чого стала спільна книга «Входи та виходи». Книгу написав Чарльз, а проілюстрували Елізабет і Гентрі.
У 1891 році Сондерс навчалася у Пенсільванському музеї та школі промислового мистецтва, де вона здобула перше місце в премії Річардса за своє портфоліо офортів.

## Кар'єра
Елізабет працювала у Пенсільванському музеї та Школі промислового мистецтва в 1893 році. Вона була викладачем малювання пером і тушшю. Жінка продовжувала викладати там до 1900 року. Після цього вона пішла у відпустку через погане здоров'я.

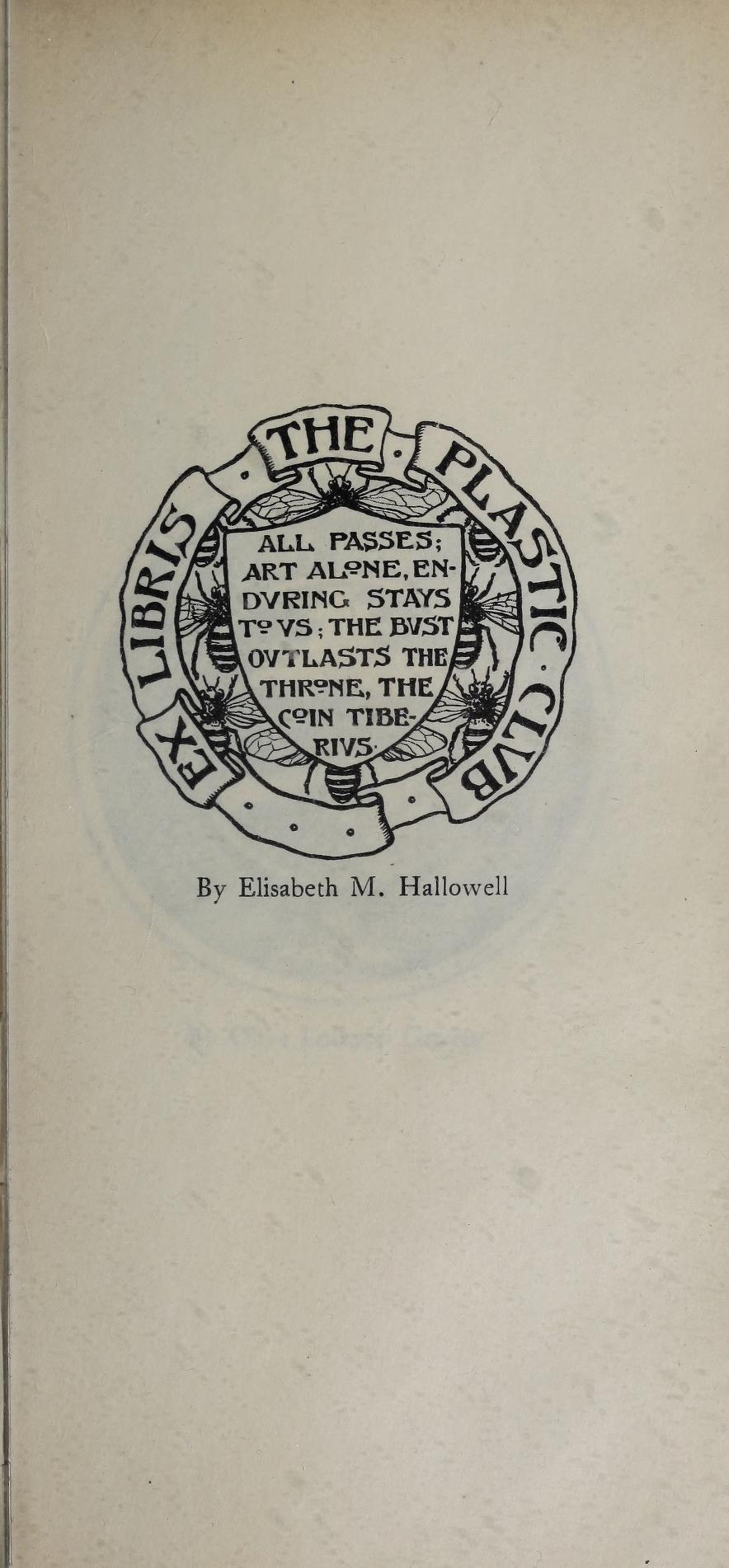
Екслібрис для Пластикового клубу

Протягом цього часу Сондерс була членкинею The Plastic Club, мистецької організації для жінок, яка сприяє співпраці та роботам учасниць. У 1902 році Елізабет розробила екслібрис та інсігнії для клубу.
У цьому ж році 1902 році вона вийшла заміж за Чарльза, і вони провели медовий місяць у Каліфорнії та на південному заході Америки. У 1904 році Чарльз опублікував свою першу книгу. Це був збірник віршів, присвячений Елізабет, під назвою «У маковому саду». Жінка проілюструвала цей том. Наступного року вона опублікувала книгу ілюстрацій «Каліфорнійські дикі квіти». Чарльз написав описовий текст цього твору.

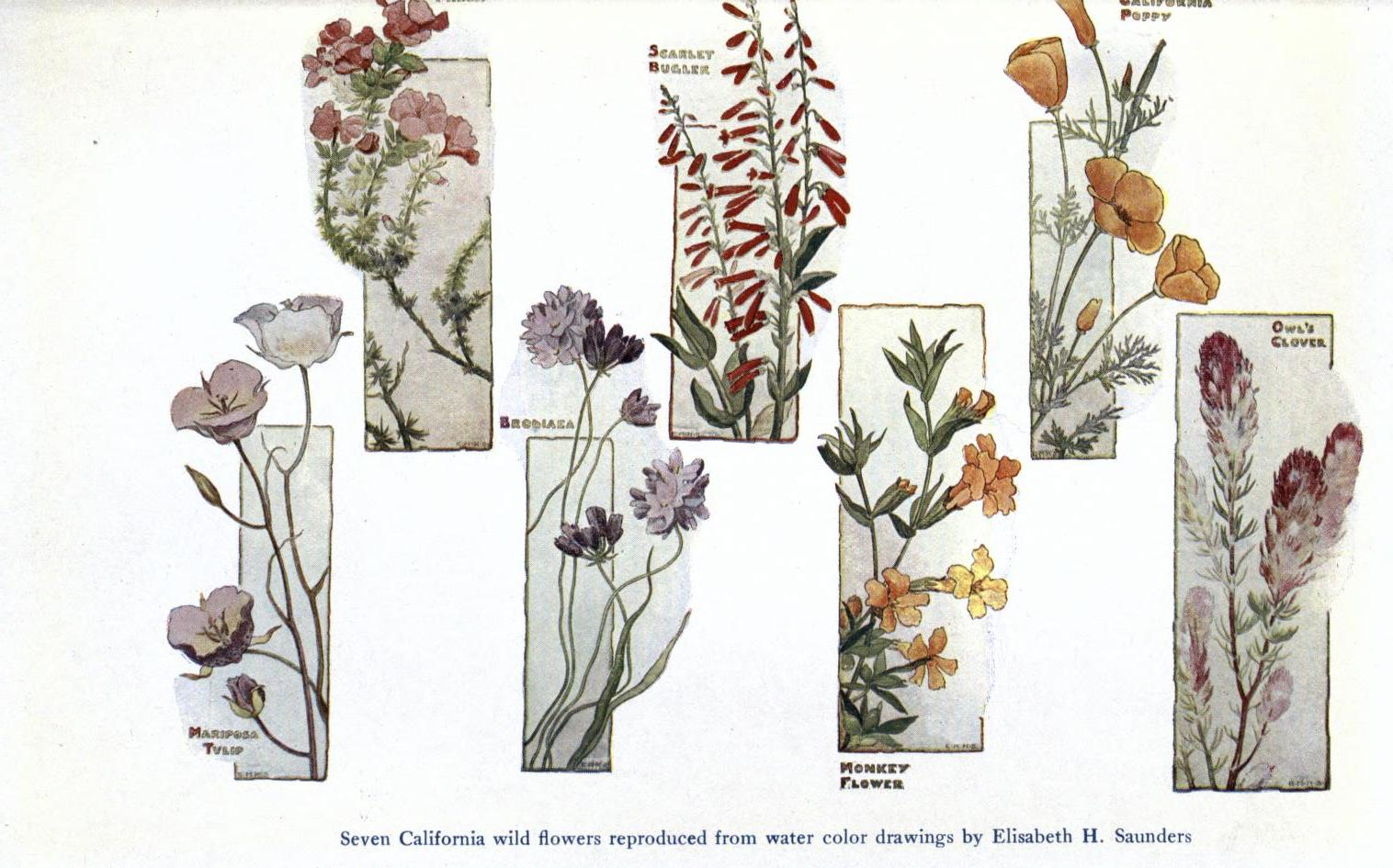

Щоб покращити здоров'я жінки, пара переїхала до Пасадени в 1906 році. Поряд із роботою над ілюстраціями, Сондерс любила фотографувати. Багато її фотографій були використані для ілюстрації книг Чарльза, враховуючи «Індіанці терасових будинків» та «Під небом у Каліфорнії», обидві з яких були опубліковані після її смерті.
Сондерс померла у Пасадені в 1910 році.